# Tataouine
Tataouine er en by i det sydlige Tunesien, med et indbyggertal (pr. 2004) på cirka 59.000. Byen er hovedstad i et governorat af samme navn, og har blandt andet lagt navn til planeten Tatooine fra Star Wars-filmene.